# اسمارانو
اسمارانو (به ایتالیایی: Smarano) یک کومونه در ایتالیا است که در ترنتینو واقع شده‌است.

## خصوصیات
اسمارانو ۶٫۴ کیلومترمربع مساحت و ۴۵۰ نفر جمعیت دارد و ۹۹۸ متر بالاتر از سطح دریا واقع شده‌است.